# Костёл Святой Анны (Варшава)
Костёл Святой Анны (пол. Kościół Św. Anny) — церковь в архиепархии Варшавы Римско-католической церкви в столице Польши. Храм расположен в историческом центре Варшавы, рядом с Замковой площадью, в Краковском предместье. Это один из ярчайших памятников варшавского классицизма. Храм многократно перестраивался и приобрёл современный фасад в 1788 году. Главный приход академического сообщества[что?] в Варшаве.

## История
Костёл Святой Анны в Варшаве был построен в 1454 году при монастыре бернардинцев, основанном мазовецкой герцогиней Анной. Храм был построен в готическом стиле и освящён 4 декабря 1454 года Анджеем Бниньским, епископом Познани. В 1507 году церковь и монастырь сгорели во время пожара. Они были восстановлены стараниями гвардиана Антония из Беча и Яна из Коморова, но в 1515 году церковь и монастырь снова сгорели во время очередного пожара. В 1533 году храм был восстановлен на средства Анны Радзивилл, Беаты Темчинской и Яна Лубранского, епископа Познани.
Вскоре пригород Варшавы, где находились церковь и монастырь, стали называть Краковским предместьем, так как первый монастырь бернардинцев в Польше был основан в Кракове, и выходцы из него основали этот монастырь бернардинцев в Варшаве. 20 февраля 1578 года на паперти церкви  маркграф Георг Фридрих фон Ансбах был утверждён в звании регента Пруссии королём Стефаном Баторием. Буллой от 22 октября 1586 года Папа Сикст V основал при церкви архибратство. В 1578 году королева Анна Ягеллонка построила колокольню и даровала храму колокола. 16 ноября 1611 года в притворе храма маркграф Бранденбурга, курфюрст Иоанн Сигизмунд фон Гогенцоллерн был утверждён в звании регента Пруссии королём Сигизмундом III Вазой.

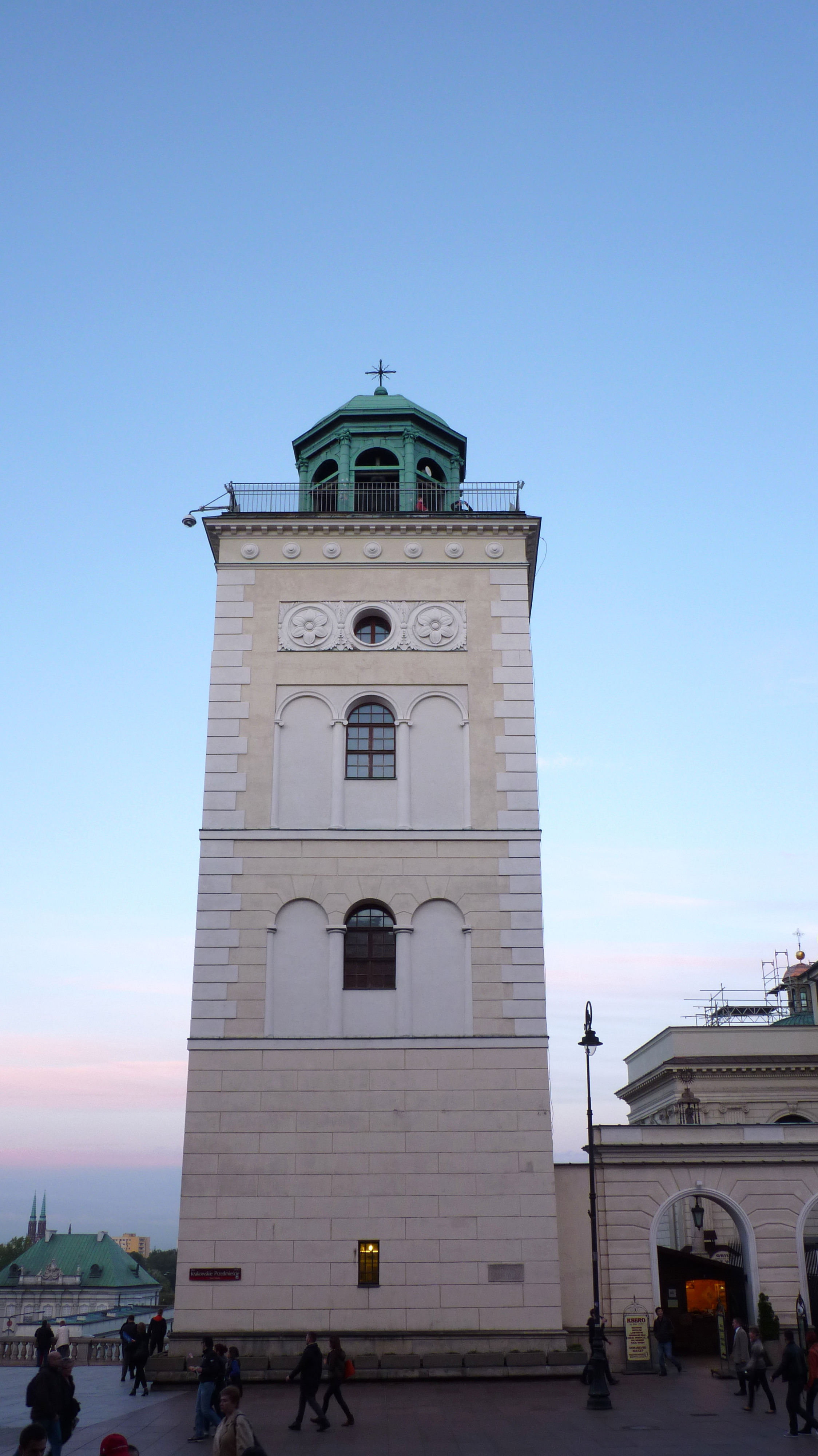
Колокольня костёла предлагает туристам лучшие виды Старого города в целом и Замковой площади в частности

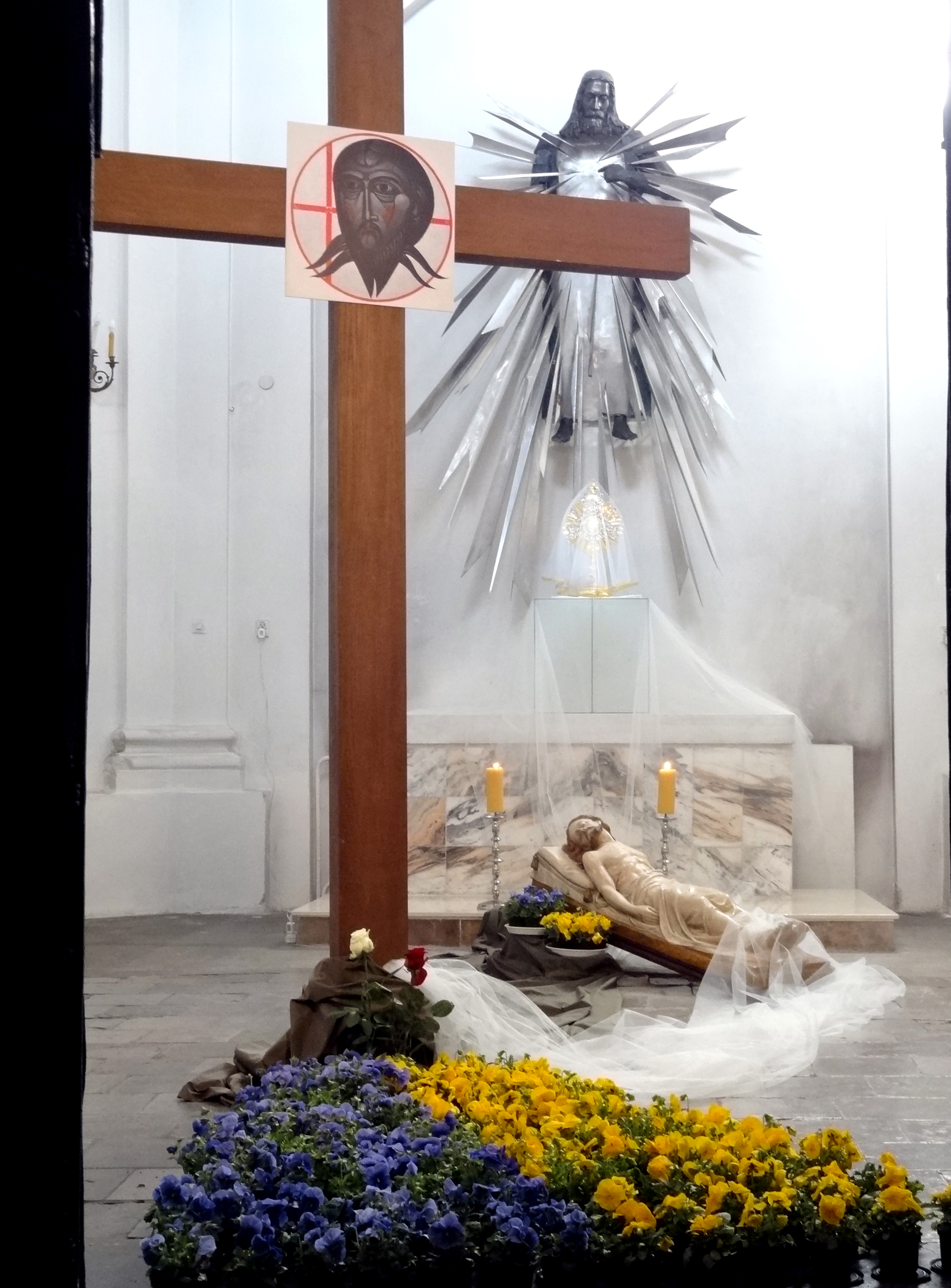
Капелла с Храмом Господня в Великую субботу 2022 г. в цветах флага Украины в связи с вторжением России в Украину

Во время шведского вторжения церковь не была разрушена, но была превращена протестантами в крепость. Храм пострадал при осаде Варшавы армией трансильванского князя Дьёрдя II Ракоци в 1657 году.
В 1660 году монастырь был возобновлён при участии каштеляна Яна Великопольского-старшего. В 1663 году началась реставрация церкви, по проекту архитекторов Джованни Джислени и Тито Бураттини, завершившаяся в 1670 году. В храме был установлен орган работы Антония из Глоговы и Климента из Серпска. В 1676 году при монастыре открылась Варшавская общая семинария, или семинария бернардицев, получившая степень учебного заведения первого класса — самую высокую степень для учебного заведения в королевстве. В 1701 году при монастыре был устроен сад.
В середине XVIII века фасад церкви реконструировали в стиле рококо по проекту архитектора Якуба Фонтаны, украсив его двумя филигранными колокольнями. Интерьер церкви украсили картины монаха Валенты Жебровского с изображением сцен из «Жития Святой Анны». В 1786—1788 годах Станислав Костка-Потоцкий, при участии короля Станислава Августа Понятовского и горожанина Юзефа Квецинского, собрал средства на реконструкцию фасада церкви, который был восстановлен архитектором Петром Айгнером в стиле классицизма. Тогда же на средства Юзефа Квецинского в церкви была устроена капелла Сокальской Богоматери.
Во время Варшавского восстания 1794 года, на площади перед храмом повстанцы повесили епископа Юзефа Коссаковского, обвинив его в измене в пользу России. После учреждения царства Польского в составе Российской империи монастырь фактически прекратил своё существование.
Церковь не сильно пострадала при бомбардировке Варшавы в 1939 году в самом начале Второй мировой войны. Храм сгорел во время Варшавского восстания в 1944 году, но был полностью восстановлен во время реконструкции 1946—1962 годов.
Церковь расположена в непосредственной близости от четырех крупных высших учебных заведений Варшавы — Варшавского университета, Академии изящных искусств, Музыкального университета имени Фридерика Шопена и Театральной академии. По этой причине с 1928 года её настоятель является университетским капелланом.
Сюда 3 июня 1979 года Папа Иоанн Павел II совершил своё первое паломничество на родине и встретился с польской молодежью. В память об этом событии у входа в церковь установлена мемориальная доска.

## Описание
Восстанавливавшийся несколько раз за свою историю, храм представляет собой смесь различных архитектурных стилей — поздней готики (алтарь), высокого барокко, классицизма и неоренессанса (колокольня).
Фасад храма в стиле классицизма украшен скульптурами четырёх евангелистов работы Якуба Мональди и Францишека Пинцка. Интерьер церкви выдержан в стиле высокого барокко. В храме несколько капелл. В Лоретанской капелле есть места для погребений. Стены и потолок украшены фресками.
В церкви Святой Анны сохранился единственный кристаллический свод в Варшаве, который можно увидеть в монастыре по дороге в ризницу. Он был выполнен в 1514 году архитектором Яном из Коморова.